# 박하명
박하명(1989년 11월 17일 ~ )은 대한민국의 기상캐스터다. 2018년에 MBC에 입사하여 현재 기상캐스터를 맡고 있다. 2018년에 MBC 기상 캐스터가 되었다. 2024년 9월 15일 사망한 故오요안나를 둘러싼 집단 따돌림 의혹에 핵심 가해자로, 2025년 5월 20일 자로 mbc에서 계약기간이 끝나는 시점과 겹쳐 재계약을 하지 않았다.

## 학력
- 한동대학교 공연영상학, 상담심리학 복수전공 (학사)

## 방송
- SBS골프 아카데미 - 진행
- 930 MBC 뉴스
- 5 MBC 뉴스
- 트로트의 민족 (2020) - Top22(19위)
- 2시 뉴스외전

최아리 기상캐스터와 공동으로 프리랜서 기상캐스터인 오요안나씨를 직장내 괴롭힘하여 스스로 목숨을 끊게 하였다. 지속적으로 괴롭히고 심지어 퇴근한 후에도 직장으로 다시 불러 들이는 등의 수년간 지속적인 괴롭힘을 해왔다. 이 기상캐스터가 바로 미세먼지 1을 외쳐 논란을 일으켰던 그 기상캐스터이며 정규직에 언론노조라는 지위를 이용하여 프리랜서인 오요안나 기상캐스터를 자살에 이르게 하였지만 일체의 사과나 터벌없이 뻔뻔하게 버티고 있어 논란이 되고있다(유튜브 고발에서 발췌함)

## 공연
- 햄릿 (2011) - 오필리어 역
- Korea Hamlet Project (2012)
- 애니멀스쿨 (2012)
- 사랑의 가위바위보 (2013) - 소개팅녀 역
- 더호텔 (2018) - 미스테리 해녀 역
- 별 (2019)

## CF
- 삼성 갤럭시 폴더블폰 (2019)
- 노루페인트 (2019)
- UNEFLUER (2018)
- 골프게임 <팡야> (2018)
- 경동 나비엔 (2018)
- RMK, 베네피트, LOREAL PARIS 뷰티모델
- 위니아 딤채 (2014)
- 농협 은행 (2014)
- skin1004 (2015)